# Uugla
Uugla (deutsch und schwedisch Udenküll) ist ein Dorf in der Landgemeinde Lääne-Nigula, Kreis Lääne, in Estland. Bis 2013 gehörte es zur Landgemeinde Oru.
Uugla liegt an der Westküste von Estland im ehemaligen Kirchspiel Pönal in der Wiek.

## Geschichte
1323 wurde das damalige Gut Udenküll als Lehen der Familie de Udencul, einem Familienzweig der Brakel erstmals urkundlich genannt. Die Familie de Udencul, welche sich nach dem Gut nannte, war bis 1388 urkundlich, erlischt dann vor 1420. Um diese Zeit etwa ist Udenküll an die Familie Varensbeke verlehnt worden. Diese dehnten die Herrschaft Udenküll gezielt aus. Bis 1478 erwarben sie Klein Harja und Bisholm, 1522 erhielten sie das alleinige Recht auf die Inseln Tuvenholme mit Udenküllholm, ebenso gehörten die Dörfer Harra im Kirchspiel Nuckö und Voerla 1557 zu Udenküll. Anna Fahrensbach a.d.H. Udenküll, eine Enkelin Johanns III. trug das Gut als Erbtochter ihrem Ehemann Kersten Tittfer zu. 1593 verkauft Georg Berlin das wüste Dorf Udenküll an seinen Oheim Matthias Treyden, später war Gustav Woldemar von Knorring († 1787) Besitzer von Udenküll. Udenküllholm wurde 1840 verkauft.
Auf Udenküll waren bereits im 15. Jahrhundert viele schwedische Bauern sesshaft.

## Persönlichkeiten
- Otto Wilhelm von Essen (* 1761 in Udenküll; † 1834 in Reval), russischer Zivilgouverneur von Estland